# Liste der Bodendenkmale in Frellstedt
In der Liste der Bodendenkmale in Frellstedt sind alle Bodendenkmale der niedersächsischen Gemeinde Frellstedt aufgelistet. Die Quelle ist der Denkmalatlas Niedersachsen.
- Diese Liste erhebt keinen Anspruch auf Vollständigkeit.
- Die Angaben ersetzen nicht die rechtsverbindliche Auskunft der zuständigen Denkmalschutzbehörde.
- Es sind nur Daten aus dem Denkmalatlas verarbeitet.
- Der Stand der Liste ist der 25. August 2024.

Frellstedt im Landkreis Helmstedt

## Allgemein
In den Spalten finden sich folgende Informationen des Bodendenkmales:
| Lage         | geographische Koordinaten                                                           |
| Bezeichnung  | Bezeichnung lt. Denkmalatlas                                                        |
| Beschreibung | Beschreibung lt. Denkmalatlas                                                       |
| ID           | Objekt-ID                                                                           |
| Bild         | Bild, ggf. zusätzlich mit Link zu weiteren Fotos im Medienarchiv Wikimedia Commons. |

## Frellstedt
| Lage                         | Bezeichnung             | Beschreibung | ID       | Bild |
| ---------------------------- | ----------------------- | --- | -------- | ---- |
| 52° 12′ 39″ N, 10° 54′ 30″ O | Frellstedt 1 Kreuzstein | Nordwestl. des Ortes, am westl. Rand der Straße nach Süpplingen, an Straßenbiegung, südl. eines abzweigenden Weges befindet sich ein Kreuzstein aus hellgrauem Kalkstein, stark verwittert. Der Schaft ist nach unten zu stark verbreitert, die Kreuzarme oben abgerundet; Gesamthöhe 1,13 m; maximale Breite des Schaftes 60 cm, minimale Breite 28 cm; maximale Breite der Kreuzarme 56 cm.                                                            | 28953629 |      |
| 52° 12′ 40″ N, 10° 54′ 31″ O | Frellstedt 2 Kreuzstein | Nordwestlich des Ortes, am westl. Rand der Straße nach Süpplingen, an Straßenbiegung südl. eines abzweigenden Weges befindet sich ein Kreuzstein aus hellgrauem Kalkstein, stark verwittert, ein Arm ist abgebrochen. Der Schaft ist gleichbleibend breit. Gesamthöhe 98 cm; Breite des Schaftes 23 cm; Stärke 18 cm; erh. Breite an den Armen 55 cm. Der ursprüngliche Standort (vgl. FStNr. 28) lag etwa 60 m nördlich bei R. 44 25 500, H. 57 86 980. | 28958031 |      |

### Frellstedt 3
- ID: 28970262
- Am Ost-Rand des Frellstedter Interessenschaftsforstes, ca. 1,5 km nordwestlich der Ortsmitte von Frellstedt, ca. 650 m südlich der Bahnlinie Braunschweig-Helmstedt ein Grabhügelfeld in ebenem Gelände. 1949 wurden die Hügel FStNr. 6, 16, und 19 ausgegraben. Schon früher gab es anscheinend Raubgrabungen.

| Lage                         | Bezeichnung   | Beschreibung | ID       | Bild |
| ---------------------------- | ------------- | --- | -------- | ---- |
| 52° 12′ 42″ N, 10° 53′ 49″ O | Frellstedt 3  | Flacher, runder Grabhügel. Dm. 11,5 m; H. 0,45 m. | 28970267 | BW   |
| 52° 12′ 41″ N, 10° 53′ 49″ O | Frellstedt 4  | Flacher, runder Grabhügel. Dm. 9 m; H. 0,35 m. | 28979218 | BW   |
| 52° 12′ 41″ N, 10° 53′ 48″ O | Frellstedt 5  | Durchmesser ca. 11,5 m und Höhe ca. 0,35 m. Flach, rund. Nordwestlich der Mitte kleine Eingrabung. | 28979220 | BW   |
| 52° 12′ 41″ N, 10° 53′ 47″ O | Frellstedt 6  | Durchmesser ca. 8,5 m und Höhe ca. 0,15 m. Sehr flach. Die Grabung 1949 ergab anscheinend nur noch Holzkohle und Brandstellen. | 28979221 | BW   |
| 52° 12′ 42″ N, 10° 53′ 46″ O | Frellstedt 7  | Durchmesser ca. 10 m und Höhe ca. 0,25 m. Flach, annähernd rund. | 28979222 | BW   |
| 52° 12′ 41″ N, 10° 53′ 46″ O | Frellstedt 8  | Durchmesser ca. 15 m und Höhe ca. 0,65 m. Gut erkennbar, rund. | 28979223 | BW   |
| 52° 12′ 40″ N, 10° 53′ 48″ O | Frellstedt 9  | Gut erkennbarer, runder Grabhügel. Dm. 11 m; H. 0,6 m. In der Mitte tiefe, rezente Eingrabung. | 28979224 | BW   |
| 52° 12′ 40″ N, 10° 53′ 47″ O | Frellstedt 10 | Flacher, runder Grabhügel. Dm. 11 m; H. 0,35 m. | 28979225 | BW   |
| 52° 12′ 40″ N, 10° 53′ 44″ O | Frellstedt 11 | Gut erkennbarer, runder Grabhügel. Dm. 15,5 m; H. 0,5 m. Eintiefung am Süd-Ost Rand. | 28979226 | BW   |
| 52° 12′ 41″ N, 10° 53′ 47″ O | Frellstedt 12 | Sehr flacher Grabhügel. Dm.8 m; H. 0,15 m. | 28979227 | BW   |
| 52° 12′ 42″ N, 10° 53′ 46″ O | Frellstedt 13 | Flacher, runder Grabhügel. Dm. 12 m; H. 0,2 m. Im südlichen Rand tiefe Eingrabung. | 28979228 | BW   |
| 52° 12′ 40″ N, 10° 53′ 49″ O | Frellstedt 14 | Flacher, annähernd runder Grabhügel. Dm. 11 m; H. 0,35 m. In der Mitte und am nördlichen Rand Eintiefung. | 28979229 | BW   |
| 52° 12′ 40″ N, 10° 53′ 49″ O | Frellstedt 15 | Flacher, runder Grabhügel. Dm. 8 m; H. 0,25 m. In der Mitte angetrichtert. | 28979230 | BW   |
| 52° 12′ 39″ N, 10° 53′ 49″ O | Frellstedt 16 | Gut erkennbarer, runder Grabhügel. Dm. 15 m; H. 0,45 m. In der Mitte flache Eindellung. Die Grabung im Jahre 1949 erbrachte eine Steinpackung mit Kappendeckelurne und Beigefäß. Auf dem Leichebrand befanden sich ein bronzenes Rasiermesser und eine eiserne Nadel. Das Fundensemble datiert in die frühe Eisenzeit. | 28979232 | BW   |
| 52° 12′ 39″ N, 10° 53′ 50″ O | Frellstedt 17 | Sehr flacher, runder Grabhügel. Dm. 10 m; H. 0,3 m. | 28979233 | BW   |
| 52° 12′ 38″ N, 10° 53′ 49″ O | Frellstedt 18 | Flacher, runder Grabhügel. Dm. 13,5 m; H. 0,25 m. | 28979234 | BW   |
| 52° 12′ 42″ N, 10° 53′ 48″ O | Frellstedt 19 | Gut erkennbarer, runder Grabhügel. Dm. 13 m; H. 0,6 m. Mitte abgeflacht. | 28979235 | BW   |
| 52° 12′ 42″ N, 10° 53′ 48″ O | Frellstedt 20 | Gut erkennbarer, runder Grabhügel. Dm. 13 m; H. 0,55 m. | 28979330 | BW   |
| 52° 12′ 42″ N, 10° 53′ 44″ O | Frellstedt 21 | Flacher Grabhügel. Dm. 8 m; H. 0,2 m. | 28979331 | BW   |
| 52° 12′ 40″ N, 10° 53′ 50″ O | Frellstedt 22 | Sehr flacher, runder Grabhügel. Dm. 6 m. | 28979231 | BW   |